# Grammy Award alla miglior interpretazione country solista
Il Grammy Award alla miglior interpretazione country solista (Grammy Award for Best Country Solo Performance) è un premio Grammy istituito per premiare le migliori interpretazione country eseguite da singoli artisti. Secondo la guida, questa categoria è progettata per registrazioni country soliste (vocali o strumentali) ed è limitato solo a singoli o tracce.
Il premio combina le precedenti categorie miglior interpretazione vocale femminile country, miglior interpretazione vocale maschile country e miglior interpretazione strumentale country. La combinazione di queste categorie è stata il risultato del desiderio della Recording Academy di ridurre l'elenco delle categorie e dei premi e di eliminare le distinzioni tra esibizioni maschili e femminili.

## Vincitori e candidati

### Anni 2010
- 2012[1]
  - Taylor Swift - Mean
  - Jason Aldean – Dirt Road Anthem

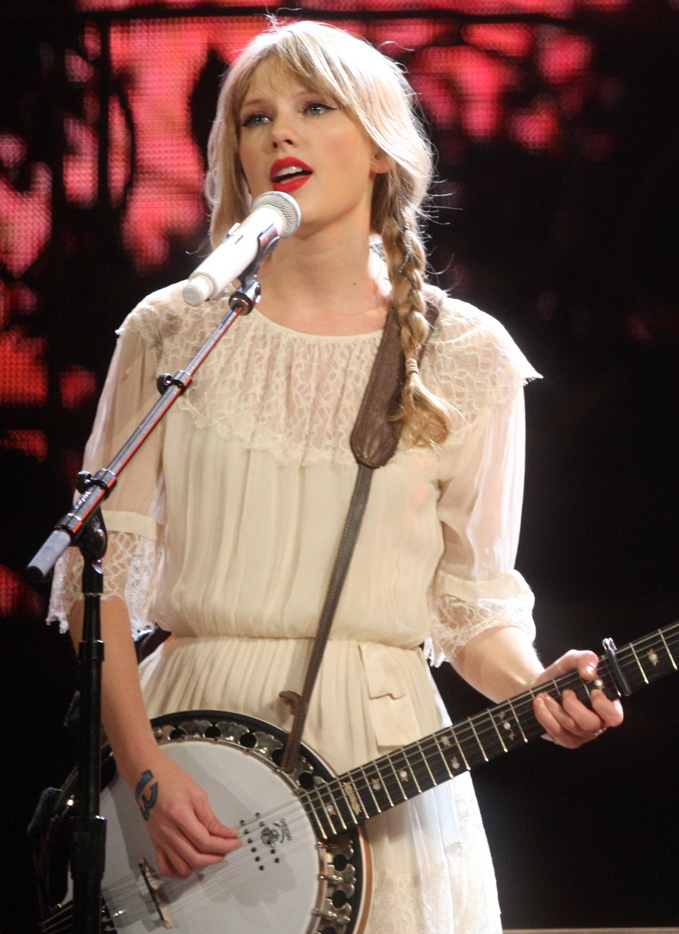
Taylor Swift, vincitrice nel 2012.

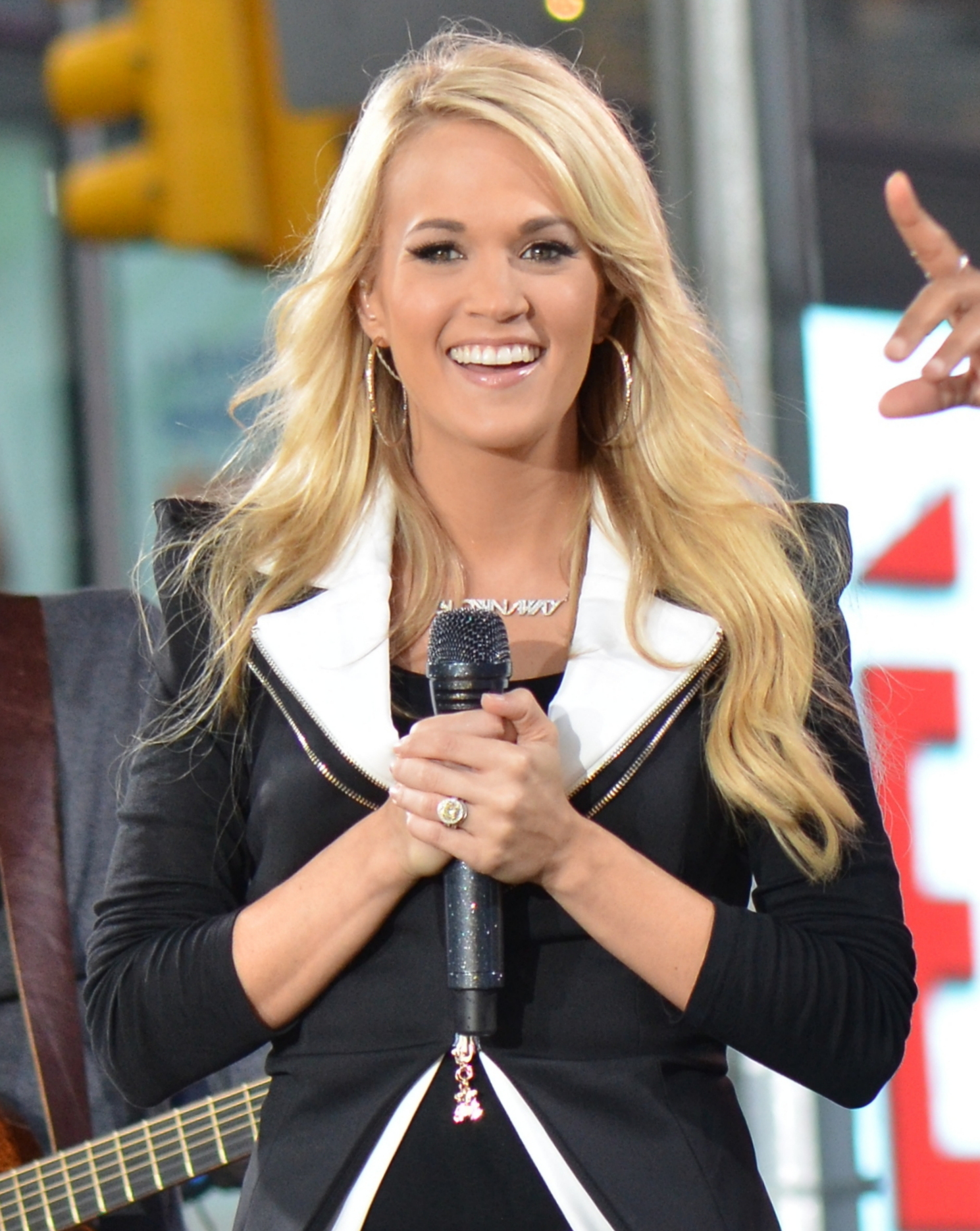
Carrie Underwood ha vinto in questa categoria nel 2013 e nel 2015.

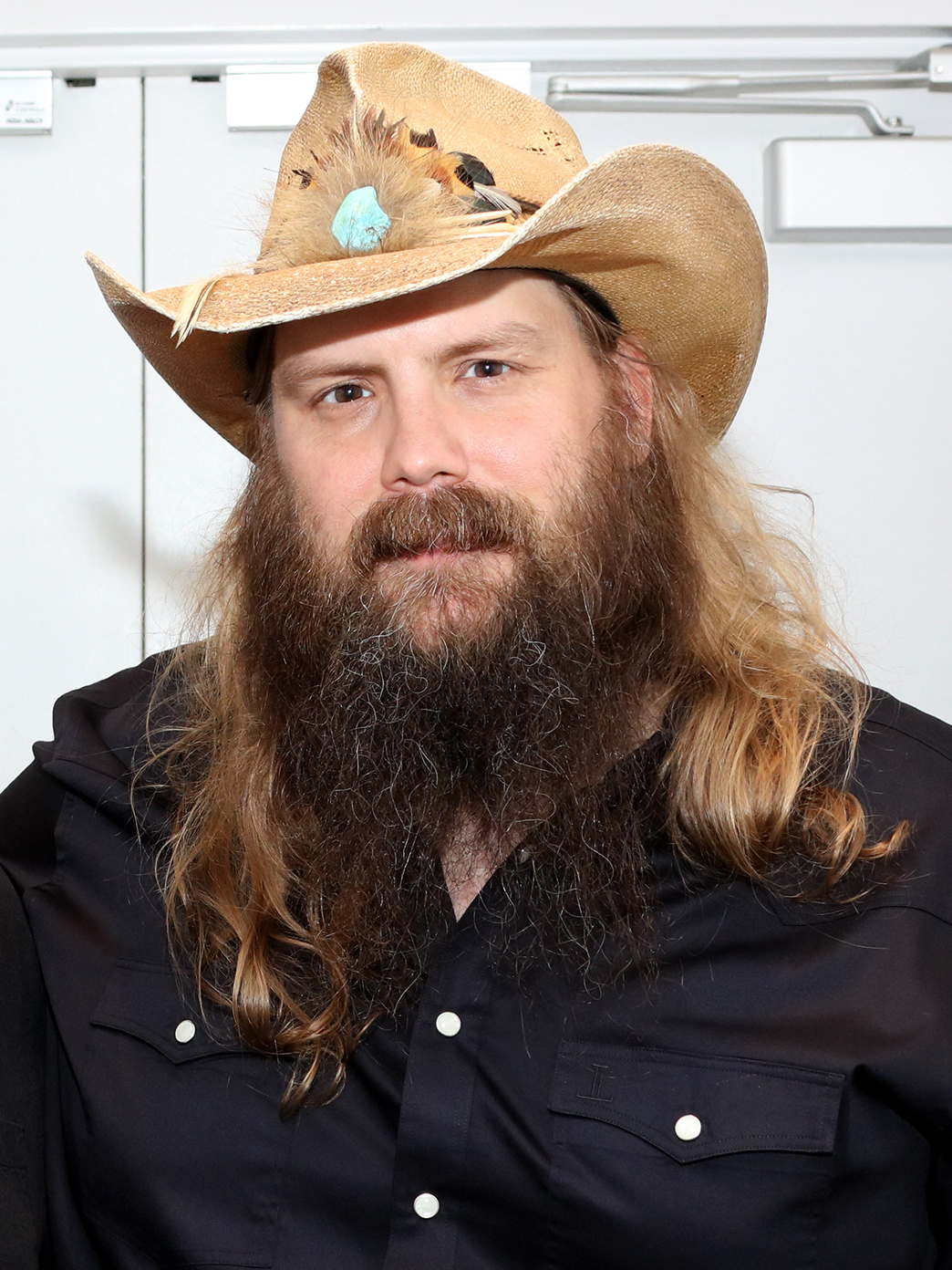
Chris Stapleton ha ricevuto 5 premi in questa categoria.

  - Martina McBride – I'm Gonna Love You Through It
  - Blake Shelton – Honey Bee
  - Carrie Underwood – Mama's Song
- 2013[2]
  - Carrie Underwood - Blown Away
  - Dierks Bentley – Home
  - Eric Church – Springsteen
  - Ronnie Dunn – Cost of Livin'
  - Hunter Hayes – Wanted
  - Blake Shelton – Over
- 2014[3]
  - Darius Rucker - Wagon Wheel
  - Lee Brice – I Drive Your Truck
  - Hunter Hayes – I Want Crazy
  - Miranda Lambert – Mama's Broken Heart
  - Blake Shelton – Mine Would Be You
- 2015[4]
  - Carrie Underwood - Something in the Water
  - Eric Church – Give Me Back My Hometown
  - Hunter Hayes – Invisible
  - Miranda Lambert – Automatic
  - Keith Urban – Cop Car
- 2016[5]
  - Chris Stapleton - Traveller
  - Cam – Burning House
  - Carrie Underwood – Little Toy Guns
  - Keith Urban – John Cougar, John Deere, John 3:16
  - Lee Ann Womack – Chances Are
- 2017[5][6]
  - Maren Morris - My Church
  - Brandy Clark – Love Can Go to Hell
  - Carrie Underwood – Church Bells
  - Keith Urban – Blue Ain't Your Color
  - Miranda Lambert – Vice
- 2018[7][8]
  - Chris Stapleton - Either Way
  - Sam Hunt – Body like a Back Road
  - Alison Krauss – Losing You
  - Miranda Lambert – Tin Man
  - Maren Morris – I Could Use a Love Song
- 2019[9]
  - Kacey Musgraves - Butterflies
  - Loretta Lynn – Wouldn't It Be Great
  - Maren Morris – Mona Lisas and Mad Hatters
  - Chris Stapleton – Millionaire
  - Keith Urban – Parallel Line

### Anni 2020
- 2020[10]

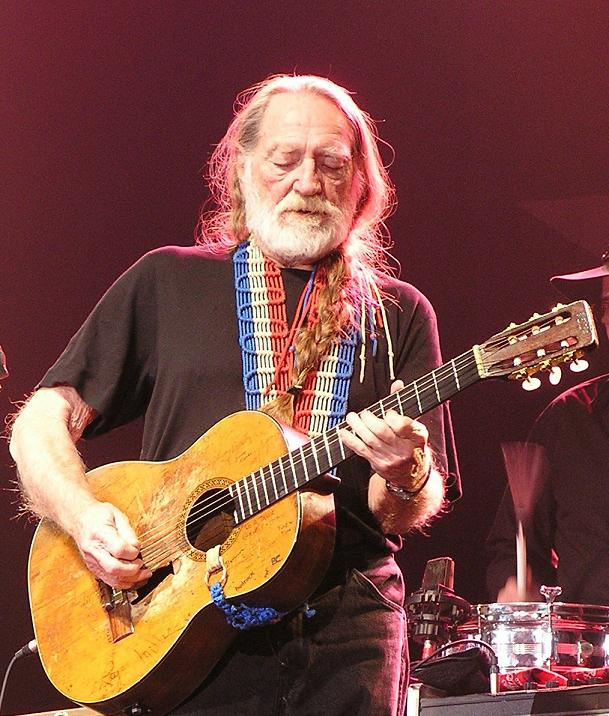
Willie Nelson, vincitore nel 2020 e nel 2023.

  - Willie Nelson - Ride Me Back Home
  - Ashley McBryde – Girl Goin' Nowhere
  - Tyler Childers – All Your'n
  - Blake Shelton – God's Country
  - Tanya Tucker – Bring My Flowers Now
- 2021[11]
  - Vince Gill - When My Amy Prays
  - Eric Church – Stick That in Your Country Song
  - Brandy Clark – Who You Thought I Was
  - Miranda Lambert – Bluebird
  - Mickey Guyton – Black Like Me
- 2022
  - Chris Stapleton - You Should Probably Leave
  - Luke Combs – Forever After All
  - Mickey Guyton – Remember Her Name
  - Jason Isbell – All I Do Is Drive
  - Kacey Musgraves – Camera Roll
- 2023[12]
  - Willie Nelson - Live Forever
  - Kelsea Ballerini – Heartfirst
  - Zach Bryan – Something in the Orange
  - Miranda Lambert – In His Arms
  - Maren Morris – Circles Around This Town
- 2024[13][14]
  - Chris Stapleton - White Horse
  - Tyler Childers - In Your Love
  - Brandy Clark - Buried
  - Luke Combs - Fast Car
  - Dolly Parton - The Last Thing on My Mind

- 2025[15]
  - It Takes a Woman – Chris Stapleton
  - 16 Carriages – Beyoncé
  - I Am Not Okay – Jelly Roll
  - The Architect – Kacey Musgraves
  - A Bar Song (Tipsy) – Shaboozey